# Skjutvapen
Skjutvapen är den samlande beteckningen på sådana vapen som med gas under tryck (oftast krutgas)  skjuter i väg en eller flera projektiler (till exempel eldvapen, luftpistol) eller mekaniska skjutvapen (armborst, pilbåge).

## Skjutvapnens historia

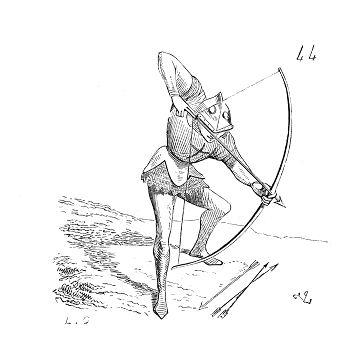
Medeltida långbågsskytt

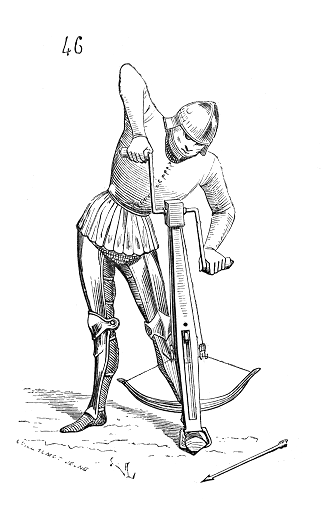
Medeltida armborstskytt.

Den äldsta typen av skjutvapen vi känner till är pilbågen. Bågen tros ha utvecklats som vapen i Sydeuropa och Nordafrika så tidigt som 15000 f.Kr.. Pilbågen fortsatte att vara det huvudsakliga skjutvapnet fram till krutet och eldvapnens intåg. I Europa ägde denna övergång rum i slutet av medeltiden men i många andra delar av världen behöll pilbågen sin roll mycket längre, och det finns än idag naturfolk för vilka pilbågen är ett viktigt jaktvapen.
Under sin storhetstid var pilbågen ytterst viktig vid krigföring och bågskyttarna utgjorde särskilda enheter inom arméerna. Olika strategier utvecklades för att bäst kunna utnyttja fördelarna med pilbågen på slagfältet. Ett användningsområde för pilbågen i krig var att skjuta brandpilar för att sätta eld på fiendens skepp eller hus, vid till exempel belägringar.
En mekaniskt mer avancerad variant på pilbågen är armborstet. Armborst med låsmekanism fanns i Kina minst så tidigt som 200 f.Kr. I Europa finns armborst omnämnda vid mitten av 900-talet. Armborstet hade större genomslagskraft än pilbågen, men dess låga eldhastighet gjorde att den aldrig kunde ersätta den utan de båda existerade parallellt. Under medeltiden bannlyste påven tidvis användandet av armborst mot kristna. Som jaktvapen fanns armborstet kvar i Nordeuropa, bland annat Sverige, parallellt med eldvapnen så sent som på 1800-talet.
Ytterligare en typ av tidigt skjutvapen är blåsröret. Hur gammal denna uppfinning är vet man inte, men man kan anta att den är mycket gammal. Vapnet används fortfarande av bland annat indianstammar i Sydamerika.
Det stora språnget i skjutvapnens utveckling kom med eldvapnen. Hur man använder krut för att avfyra projektiler var känt i Kina åtminstone på 800-talet e.Kr. I Europa användes kanoner redan 1241  av mongoler i Ungern. 1248 skrev Roger Bacon ned hur man kunde framställa svartkrut. Under första halvan av 1300-talet finns kanoner omnämnda och avbildade i texter från ett flertal platser i Europa. Därefter gick utvecklingen fort. Förutom tunga artilleripjäser utvecklades även lätta handkanoner, föregångare till senare tiders gevär.

## Skjutvapen i dagligt tal
När man idag talar om skjutvapen avser man i dagligt tal oftast handeldvapen. I de flesta länder finns särskilda lagar som reglerar ägandet och användandet av skjutvapen.

### Civila skjutvapen
För civila skjutvapen finns speciella lagar och regler som bland annat innebär restriktioner i vem som får inneha skjutvapen och hur de skall förvaras. För att inneha skjutvapen krävs i regel vapenlicens, förutom riktigt klena vapen. Mera om detta se vapenlicens.
Vissa vapen kan användas både militärt och civilt till exempel Mauser som kan användas dels militärt men även för prickskytte och/eller för jakt (speciell jaktlicens krävs för jaktvapen i Sverige).
Jaktvapen delas i Sverige in i olika fyra klasser beroende på hur kraftig ammunition de är avsedda för.